# 代代木

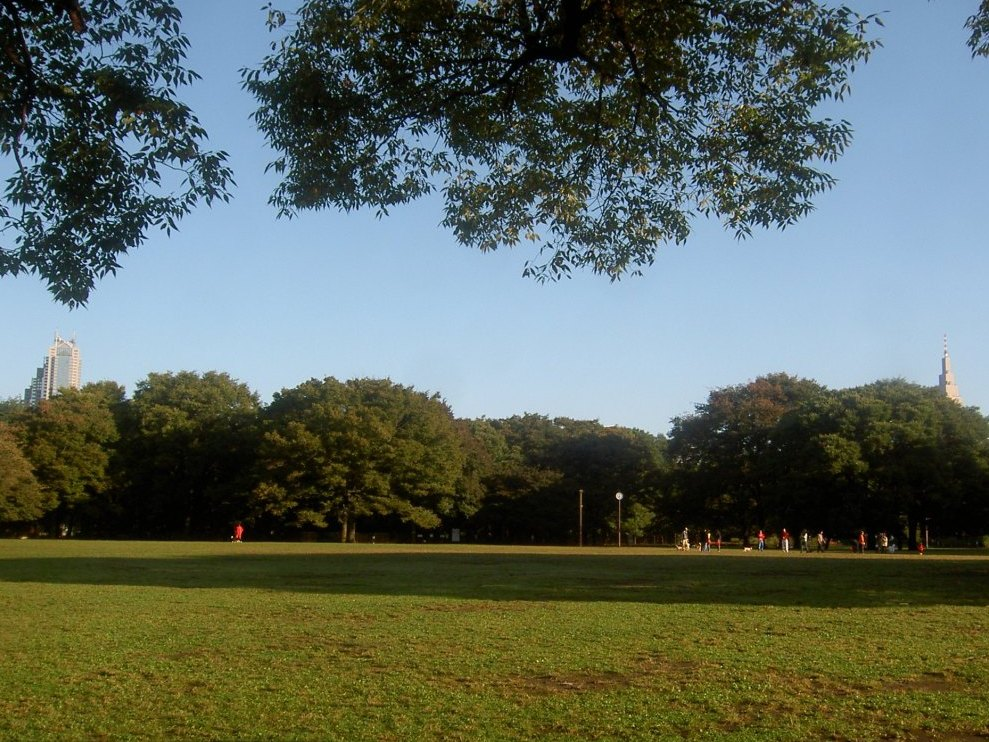
代代木公園

代代木（日语：／ Yoyogi */?）是日本東京都澀谷區北部的一個地區。
1. 東京都澀谷區北部的町名。現行行政地名為代代木一丁目至代代木五丁目，人口21,996人[1]。郵遞區號為151-0053
2. 包含代代木站與代代木公園的廣域地名。包括行政地名代代木、元代代木町、代代木神園町，以及代代木上原地區
3. 1889年（明治22年）以前的代代木村。範圍相當於上述第二項

## 概要
歷史上的代代木是舊代代木村一帶的稱呼。舊代代木村範圍，東至明治神宮、西至大山町、北至初台、南至富谷與上原地區。現代所說的「代代木」包含了代代木郵便局、代代木上原站、代代木八幡宮等地。
1906年（明治39年）開業的代代木站（所在地為代代木一丁目）是屬於舊千駄谷村區域，開業當時舊代代木村町域尚未有路線、車站，因而定名「代代木站」。

## 歷史

### 地名變遷
「代代木村」曾記載於戰國時代的書狀，江戶時代為大名、旗本的屋敷地。
1878年（明治11年），郡區町村編制法施行，代代木村屬南豐島郡。1889年（明治22年）市制町村制施行。代代木村與幡谷村合併為代代幡村。
1896年（明治29年），南豐島郡與東多摩郡合併成立豐多摩郡。1915年（大正4年），代代幡村施行町制。
1932年（昭和7年），代代幡町、澀谷町、千駄谷町合併成立東京市澀谷區（大東京35區之一）。1947年（昭和22年），合併為東京23區。

### 其他歷史

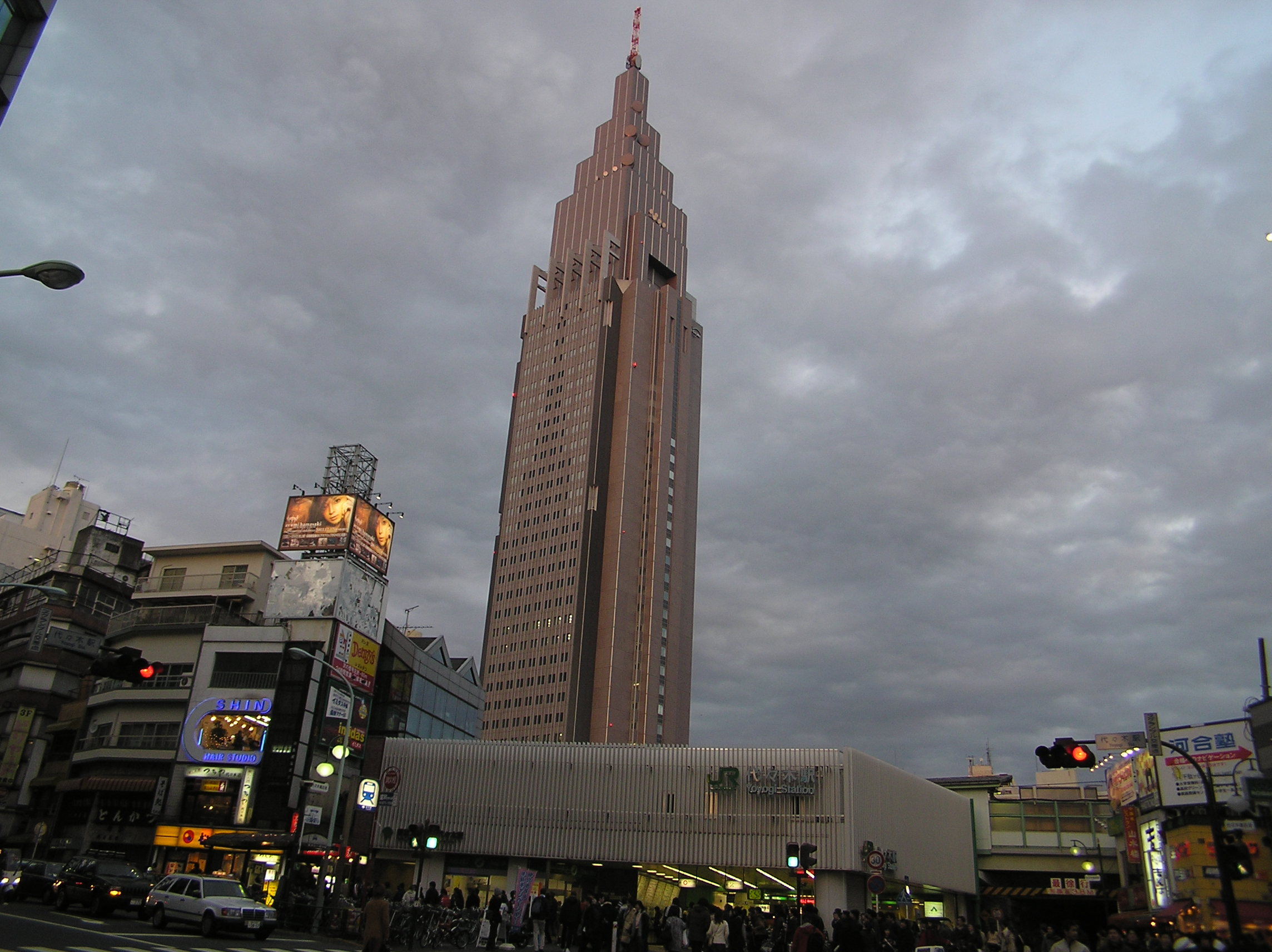
从代代木站西口看到的NTT DoCoMo代代木大廈

- 1906年（明治39年）－甲武鐵道代代木站開業。
- 1909年（明治42年）－代代木站成為山手線停車站。
- 1920年（大正9年）－明治神宮創建。
- 1927年（昭和2年）－小田急小田原線開業（區內車站：千駄谷新田站、山谷站、參宮橋站、代代木八幡站、代代幡上原站（位於西原））。
- 1964年（昭和39年）－首都高速4號新宿線部分通車。設置代代木出入口。
- 1964年（昭和39年）－舉行東京奧運。美軍接收的舊陸軍代代木練兵場舊址改建為選手村。
- 1967年（昭和42年）－奧運選手村改建的代代木公園開園。
- 1972年（昭和47年）－千代田線代代木公園站開業（位於富谷）。
- 1978年（昭和53年）－千代田線延伸至代代木上原站。
- 1998年（平成10年）－新宿Southern Terrace（新宿サザンテラス）完成，新宿站、代代木1丁目與2丁目、千駄谷5丁目一體化。
- 2000年（平成12年）－鄰接代代木站的千駄谷5丁目NTT DoCoMo代代木大廈完成。
- 2000年（平成12年）－大江戶線代代木站開業。

## 各町特徵

### 代代木
一丁目

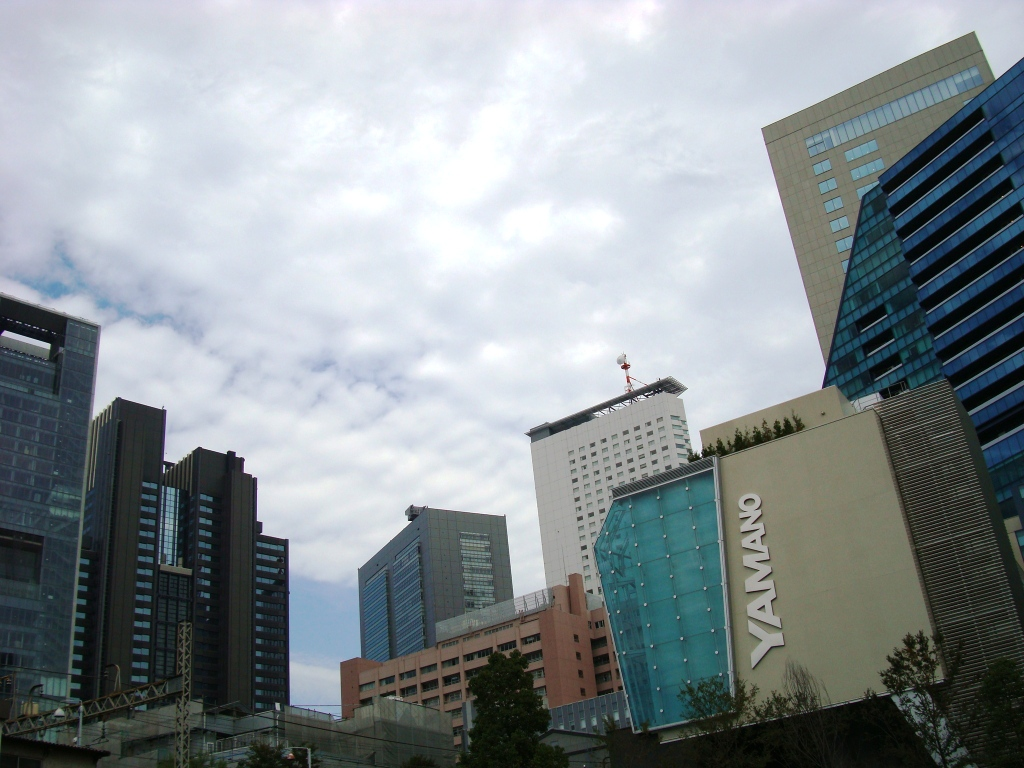
代代木一丁目、二丁目的大樓群

代代木站所在地，站前有許多餐飲店及事務所入駐的混合大樓。過去代代木Seminar（代々木ゼミナール）在此地擁有本部校等建築物，2008年（平成20年）新本部（代代木二丁目）完成後，一丁目的建物與機能大幅移轉、縮小。
住居表示實施以前，從代代木站往西南方向，分別為「千駄谷五丁目」（含代代木站）、「千駄谷四丁目」、「代代木山谷町」。
二丁目
北部鄰近新宿站南口，多辦公與商業設施。1990年代中期以後，JR東日本本社大樓（1994年（平成6年））、新宿MAYNDS TOWER（新宿マインズタワー，1995年（平成7年））、小田急南塔（小田急サザンタワー，1998年（平成10年））等超高層大樓陸續完工。
住居表示實施以前，町域大半屬「千駄谷五丁目」に。
三丁目

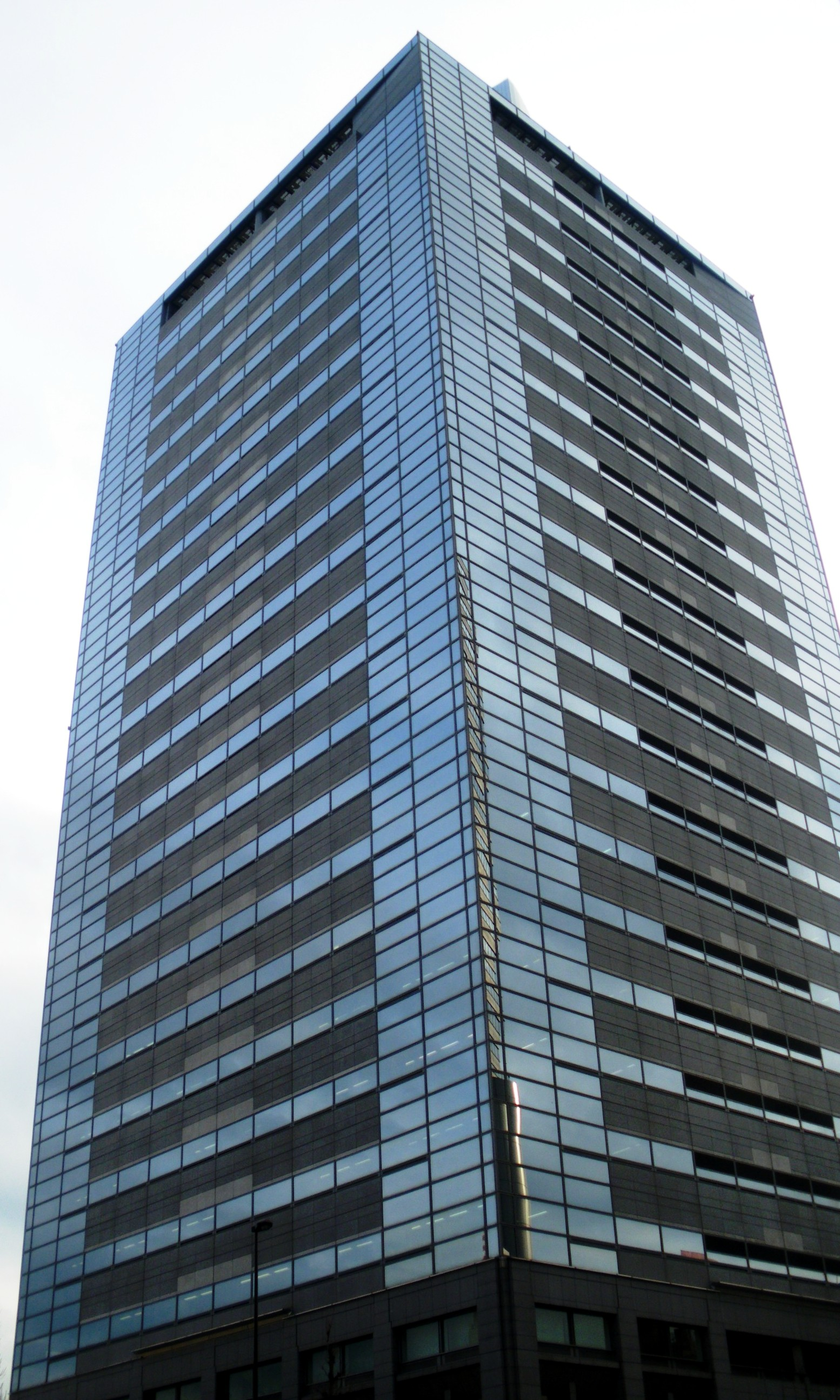
1989年（平成元年）完成的大東京火災新宿大樓（當時名稱）：代代木三丁目

大半為住宅區，北部甲州街道旁有文化服裝學院與文化女子大學。住居表示實施以前，町域大半屬「代代木山谷町」。
四丁目、五丁目

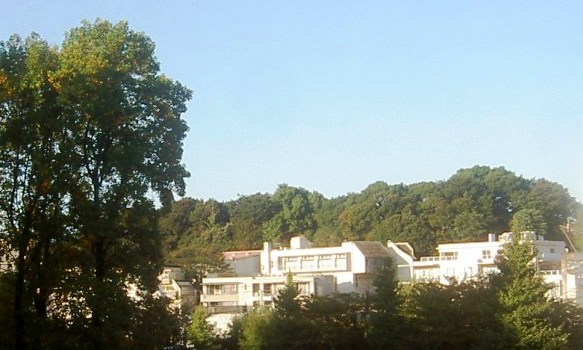
代代木5丁目的住宅地

鄰接明治神宮與代代木公園，由西參道、小田急線、山手通所圍繞的町域。地形起伏較大，高地部分為高級住宅區。另外還有各國大使館入駐。
現在暗渠化的河骨川（こうほねがわ）南北貫穿此地，與來自西原的宇田川在代代木八幡附近匯流，之後在澀谷宮下公園附近與澀谷川合流，最後注入東京灣。歌曲「春之小川」的歌詞便是指河骨川，現設有紀念碑。
住居表示實施以前，四丁目大部分屬「代代木山谷町」，五丁目大部分屬「代代木初台町」。

### 代代木神園町
明治神宮與代代木公園所在町名。面積達120萬平方公尺，神社、公園以外的建物與居民極少。

### 元代代木町
山手通與西參道通、小田急線路廊之間的丘陵地，為住宅區。

### 上原、西原、大山町
一般所稱的「代代木上原」住宅區，更串連富谷。過去此地有紀州德川家德川賴倫侯爵屋敷，昭和初期以「德川山」之名進行分售開發。戰後，上原、西原、大山可見附有泳池、網球場、廣大草坪的美軍相關人士宅邸。

## 地名由來

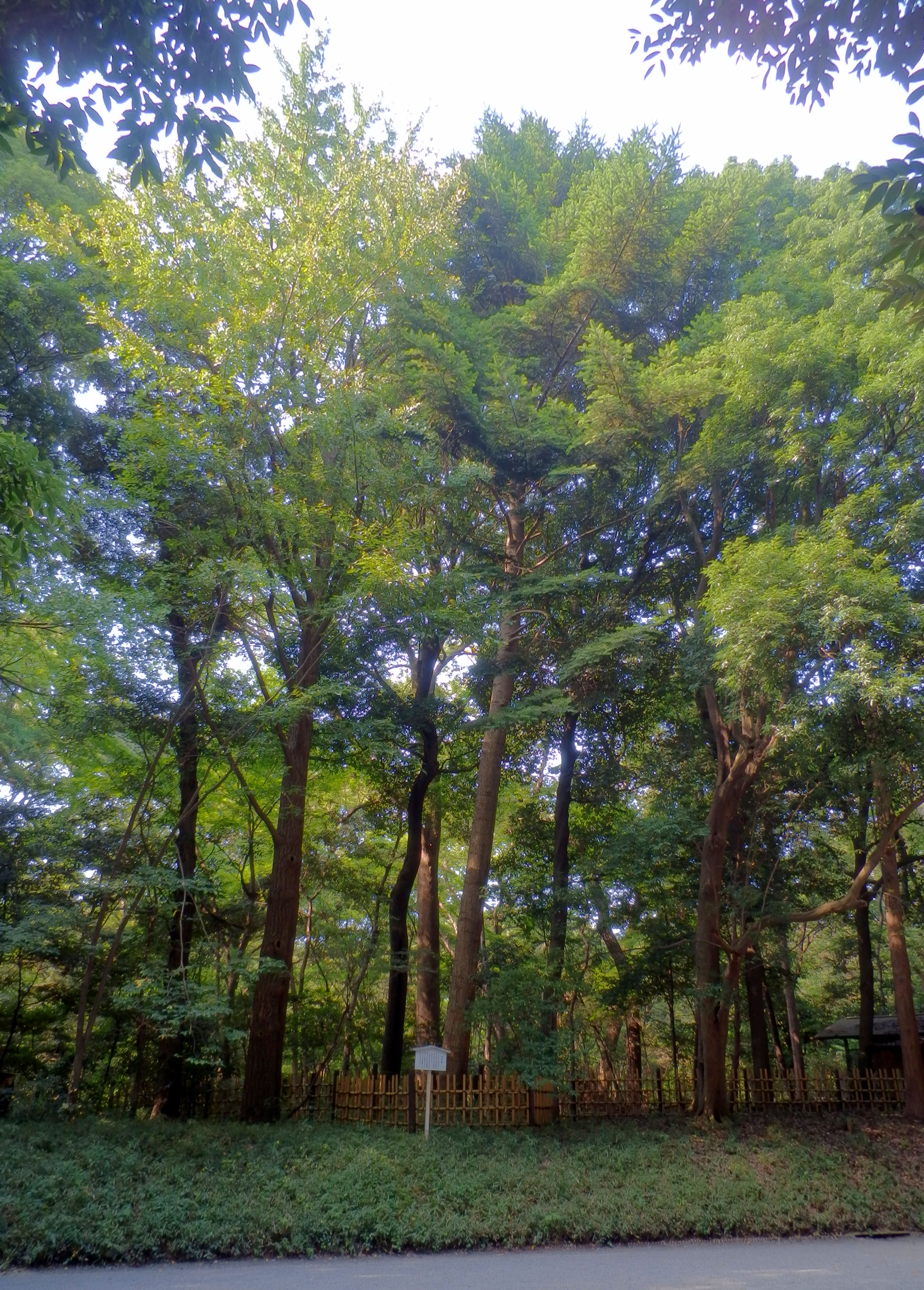
明治神宮的「代代木」

根據「江戶名所圖會」等資料，代代木源自現在明治神宮境內御苑東門（舊井伊家下屋敷）附近的代代大樅樹。傳聞此木在幕末曾用於品川沖進行外國船的偵察。
現在，御苑東門附近的樅樹，其告示牌寫著：
代代木
「代代木」的地名來自於此地的代代大樅樹。所稱的「代代木」不幸在昭和二十年五月的戰禍中消失，之後重新種植。
另一說是此地代代種植皀莢（山皀莢）木而得名。

## 政治

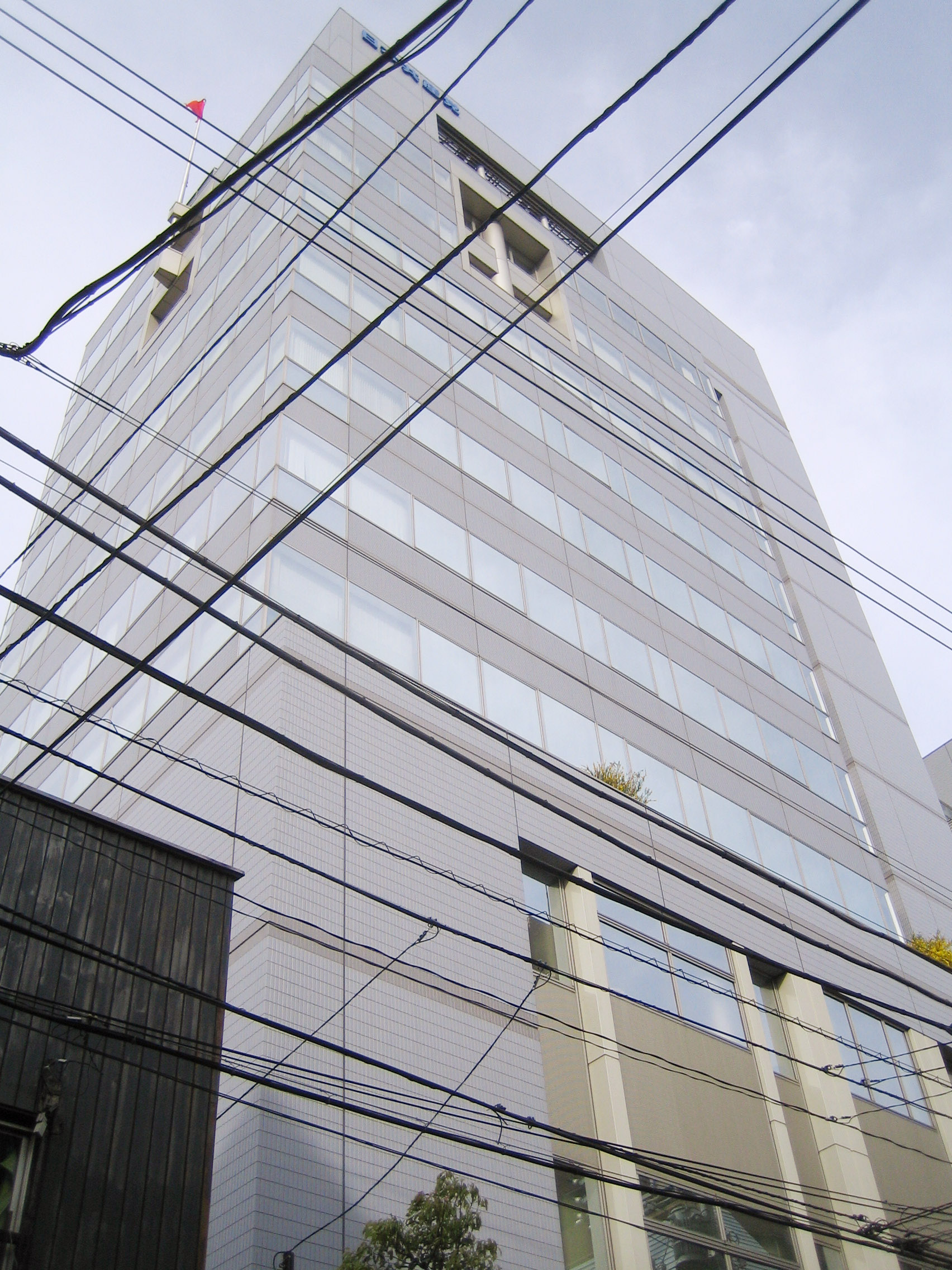
日本共産党本部（中央委員会）

在昭和時代後期的日本政界，「代代木」是代表在代代木站附近設有黨東京都委員會事務所與本部大樓（中央委員會）的日本共產黨。在解說學生運動派系時，親近共產黨的日本民主青年同盟（民青）等稱作「代代木系」，與共產黨對立的新左翼系稱為「反代代木系」。另外，日本共產黨中央委員會地址在澀谷區千駄谷，非代代木。

## 交通

### 道路
- 甲州街道（國道20號）
- 西參道、西參道通
- 代代木山谷通
- 東京都道413號赤坂杉並線
- 井之頭通（東京都道413號赤坂杉並線）
- 山手通（東京都道317號環狀六號線）
- 首都高速道路4號新宿線

### 鐵道
- 代代木站 - 山手線、中央緩行線、都營大江戶線
- 南新宿站 - 小田急小田原線(開通當初的站名為千駄谷新田)
- 參宮橋站 - 小田急小田原線
- 代代木八幡站 - 小田急小田原線
- 代代木公園站 - 東京地下鐵千代田線
- 代代木上原站 - 小田急小田原線、東京地下鐵千代田線
- 初台站 - 京王線

## 教育

### 大學
- 文化女子大學

### 中學
- 澀谷區立上原中學校
- 澀谷區立代代木中學校

### 小學
- 澀谷區立代代木小學校

### 預備校
- 代代木Seminar（代々木ゼミナール）

### 其他
- 代代木動畫學院（代々木アニメーション学院）

## 主要企業、設施

### 主要設施
- 明治神宮
- 代代木公園
  - 國立代代木競技場
  - 國立奧林匹克紀念青少年總合中心
- 代代木八幡宮
- 東京乘馬倶樂部
- 新宿Maynds大廈（新宿マインズタワー）
- SPACE ZERO（スペース・ゼロ）

### 主要企業
- 東日本旅客鐵道本社
- 小田急電鐵本社
- 共立本社
- KKL本社
- 全勞濟本部

### 主要醫療設施
- 東海大學醫學部附屬東京醫院
- JR東京總合醫院

此外，代代木郵便局位於澀谷區西原，鄰近舊代代木本町。而代代木警察署則位於代代木地域外的澀谷區本町，過去是在甲州街道南側的代代木地域內，1953年（昭和28年）移至現在的甲州街道北側。

## 大使館
- 保加利亞大使館
- 越南大使館
- 阿富汗大使館

## 備註
1. ↑  .   [2013-10-17]. （原始内容存档于2013-10-13）.
2. ↑  類似的站名還有目黑站（品川區）與品川站（港區）がある
3. 1 2  .   [2013-10-17]. （原始内容存档于2014-01-12）. 渋谷区「地名の由来」
4. ↑  .   [2010-01-20]. （原始内容存档于2010-01-25）. 渋谷区「渋谷区の歴史」